# Empis livida
Empis livida es una especie de mosca la familia Empididae.

## Descripción
Es una especie de mosca danzante de la familia Empididae. Los machos varían de 7,5 a 9,3 milímetros (0,30 a 0,37 pulgadas), las hembras de 7,5 a 10,2 milímetros (0,30 a 0,40 pulgadas). El abdomen del macho es pardusco y sus alas aparecen ligeramente pardas y nubladas. El abdomen de la hembra es gris y sus alas claras.

## Hábitat
Vive en setos, alimentándose del néctar de varias especies de rosáceas, varias especies de asteráceas y el néctar de Heracleum sphondylium; también se alimentan de otros insectos. Viven en toda Europa templada y del norte y es la única especie con una distribución tan amplia. Las larvas también son carnívoras y viven en suelos húmedos. Los adultos vuelan entre abril y julio.